# Chinagolid
Chinagolid, łac. Quinagolidum – organiczny związek chemiczny, selektywny agonista receptorów D2 dopaminy. Hamuje uwalnianie prolaktyny z przysadki mózgowej. Szybko wchłania się z przewodu pokarmowego. Biologiczny okres półtrwania wynosi 11,5–17 godzin.

## Stereochemia
Produkt leczniczy jest mieszaniną racemiczną dwóch stereoizomerów: (+) o konfiguracji 3R,4aR,10aS i (−) o konfiguracji 3S,4aS,10aR. Aktywność biologiczną wykazuje przede wszystkim izomer (−).

## Wskazania
- hiperprolaktynemia

## Przeciwwskazania
- nadwrażliwość na lek
- nietolerancja laktozy
- zaburzenie funkcji wątroby lub nerek

## Działania niepożądane
- ból brzucha
- nudności
- wymioty
- brak apetytu
- bóle i zawroty głowy
- zmęczenie
- bezsenność
- obrzęki
- zaczerwienienie twarzy
- słabość mięśni
- spadek ciśnienia tętniczego przy zmianie pozycji ciała na stojącą
- zaburzenia psychiczne

## Preparaty
- Norprolac – tabletki[2]

## Dawkowanie
Doustnie, dawkę i częstotliwość przyjmowania leku ustala lekarz. Zwykle raz dziennie przed snem, podczas jedzenia.